# Orion (Town, Richland County)
Die Town of Orion ist eine von 16 Towns im Richland County im US-amerikanischen Bundesstaat Wisconsin. Im Jahr 2010 hatte die Town of Orion 579 Einwohner.
Town hat in Wisconsin eine grundlegend andere Bedeutung, als im übrigen englischsprachigen Bereich. Vielmehr entspricht sie den in den anderen US-Bundesstaaten üblichen Townships, die nach dem County die nächstkleinere Verwaltungseinheit bilden.

## Geografie
Die Town of Orion liegt im Südwesten Wisconsins am nördlichen Ufer des Wisconsin River, einem linken Nebenfluss des Mississippi. Die Grenze zu Iowa befindet sich rund 65 km westlich. Nach Minnesota sind es rund 95 km in nordwestlicher Richtung; nach Illinois sind es rund 95 km nach Süden.
Die geografischen Koordinaten des Zentrums der Town of Orion sind 43°15′28″ nördlicher Breite und 90°22′15″ westlicher Länge. Sie erstreckt sich über eine Fläche von 93,8 km², die sich auf 92,7 km² Land- und 1,1 km² Wasserfläche verteilen.
Die Town of Orion liegt im Süden des Richland County und grenzt an folgende Nachbartowns:
| Town of Dayton                                     | Town of Richland                            | Town of Ithaca              |
| Town of Eagle                                      | Kompassrose, die auf Nachbargemeinden zeigt | Town of Buena Vista         |
| Town of Muscoda, Village of Muscoda (Grant County) | Town of Pulaski (Iowa County)               | Town of Clyde (Iowa County) |

## Verkehr
Durch den Nordosten der Town verläuft der U.S. Highway 14; durch die äußerste Nordwestecke führt der Wisconsin State Highway 80. Entlang des Wisconsin River verläuft der Wisconsin State Highway 60. Alle weiteren Straßen sind untergeordnete Landstraßen sowie teils unbefestigte Fahrwege.
Mit dem Richland Airport befindet sich kurz hinter der nordöstlichen Grenze der Town ein kleiner Flugplatz. Die nächsten Verkehrsflughäfen sind der Dubuque Regional Airport in Iowa (rund 120 km südsüdwestlich), der La Crosse Regional Airport (rund 120 km nordwestlich) und der Dane County Regional Airport in Wisconsins Hauptstadt Madison (rund 100 km östlich).

## Bevölkerung
Nach der Volkszählung im Jahr 2010 lebten in der Town of Orion 579 Menschen in 233 Haushalten. Die Bevölkerungsdichte betrug 6,2 Einwohner pro Quadratkilometer. In den 233 Haushalten lebten statistisch je 2,48 Personen.
Ethnisch betrachtet setzte sich die Bevölkerung zusammen aus 98,1 Prozent Weißen, 0,2 Prozent Afroamerikanern, 0,3 Prozent amerikanischen Ureinwohnern, 0,2 Prozent Asiaten sowie 0,7 Prozent aus anderen ethnischen Gruppen; 0,5 Prozent stammten von zwei oder mehr Ethnien ab. Unabhängig von der ethnischen Zugehörigkeit waren 1,7 Prozent der Bevölkerung spanischer oder lateinamerikanischer Abstammung.
22,8 Prozent der Bevölkerung waren unter 18 Jahre alt, 59,9 Prozent waren zwischen 18 und 64 und 17,3 Prozent waren 65 Jahre oder älter. 48,0 Prozent der Bevölkerung war weiblich.
Das mittlere jährliche Einkommen eines Haushalts lag bei 56.354 USD. Das Pro-Kopf-Einkommen betrug 27.757 USD. 6,9 Prozent der Einwohner lebten unterhalb der Armutsgrenze.

## Ortschaften in der Town of Orion
Neben Streubesiedlung existieren in der Town of Orion noch folgende gemeindefreie Siedlungen:
- Orion
- Twin Bluffs